# Мещанский роман
«Мещанский роман» или «Буржуазный роман» (фр. Le Roman bourgeois) — роман французского писателя Антуана Фюретьера, опубликованный в 1666 году.

## Сюжет
Роман описывает жизнь парижских буржуа, причём, по словам литературоведа С. Мокульского, «даёт… правдоподобную и красочную картину старого Парижа».

## Значение
«Мещанский роман» вышел в эпоху увлечения прециозной литературой и был полемически заострён против неё. Вслед за Сорелем Фюретьер представил яркую картину парижской жизни XVII века, причём взаимоотношения его героев явно пародируют ситуации, возникающие в романах Оноре д’Юрфе и Мадлен де Скюдери, а также в рыцарском романе «Амадис Гальский». Сорель выведен в повествовании под прозрачным анаграмматическим именем Шарозель, Скюдери — под именем Полиматия. Начало книги представляет собой пародию на зачин «Энеиды» Вергилия, в целом роман посвящён теме любовного поиска, которая подвергается бурлескной трансформации.
Роман не снискал успеха у первых читателей, так как автор сознательно нарушил все повествовательные законы своей эпохи. Книга не могла привлечь ни аристократическую публику, презиравшую буржуазные нравы, ни буржуазную, которую Фюретьер показал в весьма неприглядном виде.